# Cafuringa
Moacir Fernandes, cunoscut mai mult după numele Cafuringa (n. 10 noiembrie 1948, Juiz de Fora, Minas Gerais, Brazilia – d. 25 iulie 1991, Rio de Janeiro, Rio de Janeiro, Brazilia), a fost un fotbalist profesionist brazilian, care juca pe postul de mijlocaș ofensiv sau extremă. De-a lungul carierei el a evoluat la o serie de cluburi din Campeonato Brasileiro Série A.
Fotbalistul brazilian Cafu și a primit numele său de fotbalist după Cafuringa.

## Carieră
Născut în Juiz de Fora, statul Minas Gerais pe 10 noiembrie 1948, Cafuringa și-a început cariera profesională în 1965, jucând la Botafogo. Apoi el s-a mutat la Bangu, unde a câștigat Campeonato Carioca în 1969, 1971, 1973 și în 1975 ca jucător al lui Fluminense. În perioada în care a evoluat la Fluminense, el a jucat 63 de meciuri în Campeonato Brasileiro Série A. În 1976, s-a transferat la Atlético Mineiro, unde a evoluat în 19 meciuri în Série A. După o scurtă perioadă petrecută la Grêmio Maringá, Cafuringa s-a reîntors la Fluminense, unde a jucat în 14 meciuri în Série A între 1977 și 1978. În 1979, a jucat 6 meciuri în  Série A pentru clubul Caldense, apoi s-a transferat la clubul venezuelan Deportivo Táchira, unde și-a încheiat cariera.
După retragere, Cafuringa a jucat în 1990 la Pelé World Cup (o competiție pentru fotbaliști peste 35 de ani, retrași din activitate), unde a marcat un gol în finală.

## Decesul
Cafuringa a decedat de septicemie pe 25 iulie 1991, în Jacarepaguá, Rio de Janeiro.

## Palmares
Fluminense
- Campeonato Carioca (4): 1969, 1971, 1973, 1975
- Campeonato Brasileiro (1): 1970
- Torneio Internacional de Verão do Rio de Janeiro (1): 1973
- Taça Guanabara (3): 1969, 1971, 1975